# Novotroïtsk (Krasnoiarsk)
|  | Per a altres significats, vegeu «Novotroïtsk (desambiguació)». |

Novotroïtsk (en rus: Новотроицк) és un poble del krai de Krasnoiarsk, a Rússia, que en el cens del 2010 tenia 74 habitants. Pertany al districte de Balakhtà.